# Bitka pri Senti
Bitka pri Senti (madžarsko Zentai csata, nemško Schlacht bei Zenta, srbsko Битка код Сенте, turško Zenta Savaşı) je potekala 11. septembra 1697 med habsburško monarhijo in osmansko vojsko. Avstrijci so v bitki uničili turško mostišče na desnem bregu Tise in po avstrijskih navedbah naj bi v bitki padlo okoli 20.000 Turkov.